# Stan Marsh
Stanley „Stan” Marsh a South Park című amerikai animációs sorozat egyik szereplője. Osztálytársaival és barátaival, Kyle Broflovskival, Eric Cartmannel, valamint Kenny McCormickkal együtt a sorozat központi alakja. Eredeti hangját Trey Parker kölcsönzi – akinek személyisége kismértékben a szereplőt is ihlette – magyar hangja Bozsó Péter, a "Belépés a Benyaliverzumba" című különkiadásban a női Stan magyar hangja Zsigmond Tamara. Stan a televízióban elsőként 1997. augusztus 13-án, a South Park első sugárzásakor szerepelt, de korábban már feltűnt Trey Parker és Matt Stone The Spirit of Christmas című kétrészes rövidfilmjében is (1992-ben, illetve 1995-ben).
Stan negyedikes tanuló, aki szülővárosában, a coloradói South Parkban sűrűn keveredik szokatlan kalandokba. A szereplő általában jóindulatú, becsületes, intelligens, öntudatos és legjobb barátjával, Kyle-lal együtt a sorozat főhőseként gyakran vezető szerepet tölt be. Stan őszintén kifejezi a felnőttekbe és azok tekintélyébe vetett bizalmának hiányát, mivel a South Park-i felnőttek ritkán élnek kritikai adottságaikkal.
A szereplő alakját számítógéppel alkották meg, utánozva a sorozatra jellemző, papírból kivágott figurák megjelenését. Stan a sorozat mellett az 1999-es South Park – Nagyobb, hosszabb és vágatlan című mozifilmben, továbbá a sorozathoz kötődő, kereskedelmi forgalomban árult termékeken is látható. Bár Parker és Stone gyermeki tulajdonságokkal ruházták fel Stant, a készítők a szereplő megnyilvánulásaiban mégis gyakran felnőtteknek szóló nézeteket és témákat jelenítenek meg – ezekre a politika, a vallás, a populáris kultúra és a filozófia szakértői publikációikban rendszeresen hivatkoznak.

## Szerepe a sorozatban
Stan a South Park-i általános iskolába jár, Mr. Garrison negyedikes osztályának tagja. A sorozat első 58 epizódjában (1997-től a 2000-es A negyedik osztályban című résszel bezárólag) társaival együtt harmadikos volt. South Parkban lakik szüleivel, apjával, a geológus (később farmer) Randyvel és anyjával, Sharonnal, továbbá erőszakos nővérével, Shelleyvel és szenilis, kerekesszékes nagyapjával, Marvinnal (aki tévesen Billynek szólítja unokáját és a korai részekben folyamatosan arra kéri, hogy könyörületből végezzen vele). Apjának gyerekes viselkedése és alkoholizmusa miatt Stan sokszor kerül kínos helyzetbe. Stannek van még egy nagybátyja, Jimbo Kern, a köztük lévő kapcsolat főként a sorozat első két évadjában kap némi szerepet.
A South Park főszereplői közül Kyle Broflovski zsidó származásáról, Eric Cartman túlsúlyáról, míg Kenny McCormick a szegénységéről és folyamatos elhalálozásairól ismert. Stannek nincsen ehhez hasonló, szembetűnő jellegzetessége; a négyfős társaságban ő tölti be az ún. „everyman” szerepét, azaz a nézők vele tudnak leginkább azonosulni. A sorozat hivatalos honlapja úgy írja le Stant, mint „normális, átlagos és összezavarodott amerikai fiút”.
Stan alakját Trey Parkerről, míg Kyle-t Matt Stone-ról mintázták. Stan és Kyle legjobb barátok, kapcsolatuk (mely a Parker és Stone közötti barátságot hivatott visszatükrözni) a sorozat mindennapos témája. Nézeteltéréseik ellenére mindig kibékülnek, anélkül, hogy kapcsolatuk rövid ideig történő megromlása barátságukat hosszú távon megviselné. Ami a többi barátjukat és iskolatársukat illeti, Stan folyamatosan szemben áll Cartmannel, rossz néven véve annak viselkedését és nyíltan gúnyolva őt túlsúlya miatt. Stan Kennyvel is szoros kapcsolatban áll, aki a Legek harcában kijelenti, hogy Stan a létező legjobb barát. 
Kenny a felnőttek számára érthetetlen beszédét Stan tökéletesen megérti és a szereplő sorozatos elhalálozásai után legtöbbször Stan szájából hangzik el a South Park szlogenjévé vált „Istenem, kicsinálták Kennyt” (angolul „Oh my God, they killed Kenny!”) mondat, melyre Kyle azt válaszolja: „Ti szemetek!” („You're bastards!”). Stan az egyetlen a csapatban, akinek tartós párkapcsolata van, Wendy Testaburgerrel való viszonya a korai évadok egyik főbb témája volt. Noha a hetedik évad Elkenődve című epizódjában történő szakításuk után A Lista című részben újra egymásra találnak, a két szereplő kapcsolata kevesebb figyelmet kap az újabb évadokban. Visszatérő gegként az ideges Stan gyakran lehányja Wendyt, amikor az meg akarja csókolni vagy beszélgetni próbál vele. Számos epizódban Stan fogalmaz meg bizonyos erkölcsi problémákat és vitás kérdéseket, beszédét pedig mindig így kezdi: „Tudjátok, ma is tanultam valamit…” („You know, I learned something today…”).

## A szereplő

### Története és megjelenése

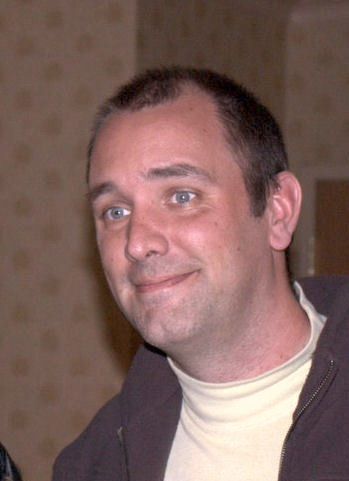
Stan alakját a sorozat egyik megalkotójáról, Trey Parkerről mintázták, aki a szereplő eredeti hangját is kölcsönzi

A szereplő névtelen elődje már az 1992-es Jesus vs. Frosty című rövidfilmben is megjelent, melyet Parker és Stone a Coloradói Egyetem hallgatójaként készített. Alakját itt még papírkivágásokból alkották meg és stop motion technikával keltették életre. Amikor Parkert és Stone-t három évvel később közös barátjuk, Brian Graden megbízta egy újabb animáció elkészítésével, megszületett egy, a korábbihoz hasonló mű, Jesus vs. Santa címmel, melyben Stan szintén látható. A szereplő ezután 1997. augusztus 13-án került képernyőre, amikor a Comedy Centralon debütált a South Park, a Cartman anális beültetése című epizóddal.
A sorozat szokásaihoz híven a készítők Stant is egyszerű geometriai alakzatokból, főként alapszínek felhasználásával jelenítik meg. A kézzel rajzolt rajzfilmszereplőkkel ellentétben nincs szabad mozgástere, alakja többnyire csak egy szögből látható és mozgását az alkotók célzatosan egyenetlenné tették. A második epizód óta (Testsúly 4000) Stant – a többi szereplőhöz hasonlóan – már számítógépes programok segítségével mozgatják, de megjelenése továbbra is hasonló benyomást kelt, mint az eredeti, papírkivágásos technikával készült animációk.
Stan általában téli ruházatot, azaz barna kabátot, kék farmert, vörös kesztyűket és egy vörös pompommal díszített, piros szegélyű kék sapkát visel. Ritkán látható sapka nélkül, ilyenkor megfigyelhető, hogy kócos fekete haja van. Vezetéknevét az első évad Szerelem Fáni és Malac között című epizódjában kapta, Parker apai mostoha-nagyapja után. Stan hangját Trey Parker eredetileg számítógépes beavatkozás nélkül alkotta meg, manapság az elkészült felvételt a Pro Tools nevű programmal szerkesztik. A hangmagasságot utólag módosítják, hogy egy negyedikes beszédhangjához hasonló hatást érjenek el.

### Jellemvonásai
Barátaihoz hasonlóan Stan is sokat káromkodik; Parker és Stone így akarta ábrázolni, hogy szerintük a valóságban a fiatal fiúk hogyan társalognak egymással, amikor éppen nincs a közelükben felnőtt. Bizonyos szituációkra válaszul Stan, különösen a korai évadokban, gyakran kijelenti: „Öcsém, ez még egy elcseszett helyzet” („Dude, this is pretty fucked up right here”). Parker megjegyezte, hogy cinikussága és káromkodása ellenére Stanben „rejlik valamiféle kedvesség”, a Time magazin szerint pedig Stan és barátai „néha kegyetlenek, de ezzel együtt legbelül ártatlanok is”. A többi fiúval együtt Stan kedveli az altesti humort, kedvenc televíziós műsora a Terrance és Phillip.
Az egyetlen felnőtt, akiben Stan következetesen megbízott, Séf bácsi, az iskolai menza szakácsa volt. Stan általában rossz véleménnyel van a sorozat többi felnőtt szereplőjéről, mert azok hajlamosak észszerűtlenül, illetve képmutató módon viselkedni, és túlzásba esni olyan dolgokkal kapcsolatban, melyekkel szemben Stan inkább szkeptikus álláspontot képvisel. Stan megkérdőjelezi a holisztikus gyógymódok létjogosultságát, veszélyesnek tartja a különféle kultuszokat és csalónak nevezi a magukat okkult médiumoknak nevező embereket, különösen John Edwardot Az Univerzum legnagyobb kóklere-epizódban.

## Kulturális hatás
A szereplő rendszeresen kifejti véleményét a vallásról és ő állt a sorozat egyik legnagyobb botrányt okozó epizódjának, az Egy házba zárt közösségnek a középpontjában. Ebben a részben a szcientológiai egyház vezetősége Stant jelöli meg az egyházalapító, L. Ron Hubbard reinkarnációjának, de Stan az epizód végén hatalmas átverésnek nevezi az egyházat.
A sorozat során Stan olyan témákban foglalt állást, mint a homoszexualitás, a gyűlölet-bűncselekményeket szabályozó törvények jogosultsága, a polgári szabadság, a szülői szerep, az illegális bevándorlás, a választójog, az alkoholizmus és a különféle rasszokba tartozó emberek kapcsolata. Kommentárjait ezen témákban úgy értelmezik, mint Parker és Stone kísérleteit álláspontjuk kifejtésére a nézők felé; véleményeit a média és az irodalom berkeiben számtalan kritikai elemzésnek vetették alá. A South Park and Philosophy: You Know, I Learned Something Today című könyv tartalmaz egy esszét, melyben az East Carolina University filozófiaprofesszora, Henry Jacoby William Kingdon Clifford tanításaihoz hasonlítja Stan sorozatbéli cselekedeteit és érvelését. Egy másik tanulmányban John S. Gray filozófiaprofesszor (Southern Illinois University) utal Stan döntésére, mely szerint nem hajlandó szavazni egy iskolai választáson egyik jelöltre sem (a nyolcadik évad Gennyes tus és redvás szendvics című részében), mindeközben Gray a politikai filozófiáról és a kétpártrendszer figyelmet igénylő csapdáiról értekezik. A South Park and Philosophy: Bigger, Longer, and More Penetrating, Blame Canada! South Park and Contemporary Culture és Taking South Park Seriously című kötetek szintén elemzés alá vették Stan nézőpontját, a népszerű filozófia, a teológia és a politika elveinek keretein belül..
Azokat, akik a Stan és a sorozat többi szereplője által hangoztatott politikai álláspontot vallják, Andrew Sullivan politikai kommentátor kifejezését használva olykor South Park-republikánusoknak, illetve South Park-konzervatívoknak nevezik. Brian C. Anderson őket olyan, többségében tizenévesekből és fiatal felnőttekből álló csoportként írja le, akik támogatják a sorozat gyakran a liberális nézőpontokat kifigurázó hozzáállását, és inkább konzervatív médiaforrásból tájékozódnak. Parker és Stone csekély jelentőséget tulajdonít a South Park bármely konkrét politikai irányba történő hovatartozásának és tagadják, hogy egy adott epizód elkészítésében politikai célok vezérlik őket. Parker elmondta, hogy a sorozat fő célja az, hogy Stant és barátait „egyszerűen gyerekként viselkedő gyerekeknek” ábrázolják, ezáltal bemutatva, „milyen is lehet általános iskolásnak lenni Amerikában”.

## Egyéb szereplései
Stan fontos szerepet tölt be az 1999-es South Park – Nagyobb, hosszabb és vágatlan című egész estés mozifilmben, illetve énekhangja – néhány dal erejéig – a filmzenei albumon is hallható. A szereplő látható a The Aristocrats című filmben, illetve a The Gauntlet című rövidfilmben , mely a Gladiátor és a Battlefield Earth című filmek paródiája és a 2000-es MTV Movie Awards során mutatták be. Parker Stan hangjaként dalokat ad elő a Chef Aid: The South Park Album és a Mr. Hankey's Christmas Classics albumokon.
Mindezek mellett Stan négy South Parkos videójátékban tűnik fel; az 1998-as South Park című játékban first-person shooter módban lehet irányítani őt, szembeszállva a várost terrorizáló ellenségekkel. Az 1999-es South Park: Chef's Luv Shack-ban a játékos Stan bőrébe bújva és részt vehet több, a játéktermi játékok hangulatát felidéző, ún. arcade-minijátékban. A 2000-es South Park Rally elnevezésű autóversenyzős játékban Stannel különféle járművekbe ülve lehet versenyre kelni a többi szereplővel. A 2009-es South Park Let's Go Tower Defense Play! című stratégiai játékban Stan szintén választható karakter.
Stan az 58. Emmy-díjátadó nyitó képsoraiban is felbukkan, Tom Cruise-zal egy, az Egy házba zárt közösség című epizódot feidéző humoros kabaréjelenetben látható. A történet szerint a műsorvezető, Conan O’Brien animált alakja megpróbál elbújni Stan szekrényében, de mikor felfedezi, hogy azt Cruise már elfoglalta, elmenekül.

## Fordítás
- Ez a szócikk részben vagy egészben  a   Stan Marsh című angol Wikipédia-szócikk ezen változatának fordításán alapul.  Az eredeti cikk szerkesztőit annak laptörténete sorolja fel. Ez a jelzés csupán a megfogalmazás eredetét és a szerzői jogokat jelzi, nem szolgál a cikkben szereplő információk forrásmegjelöléseként.